# تاكسي لندن

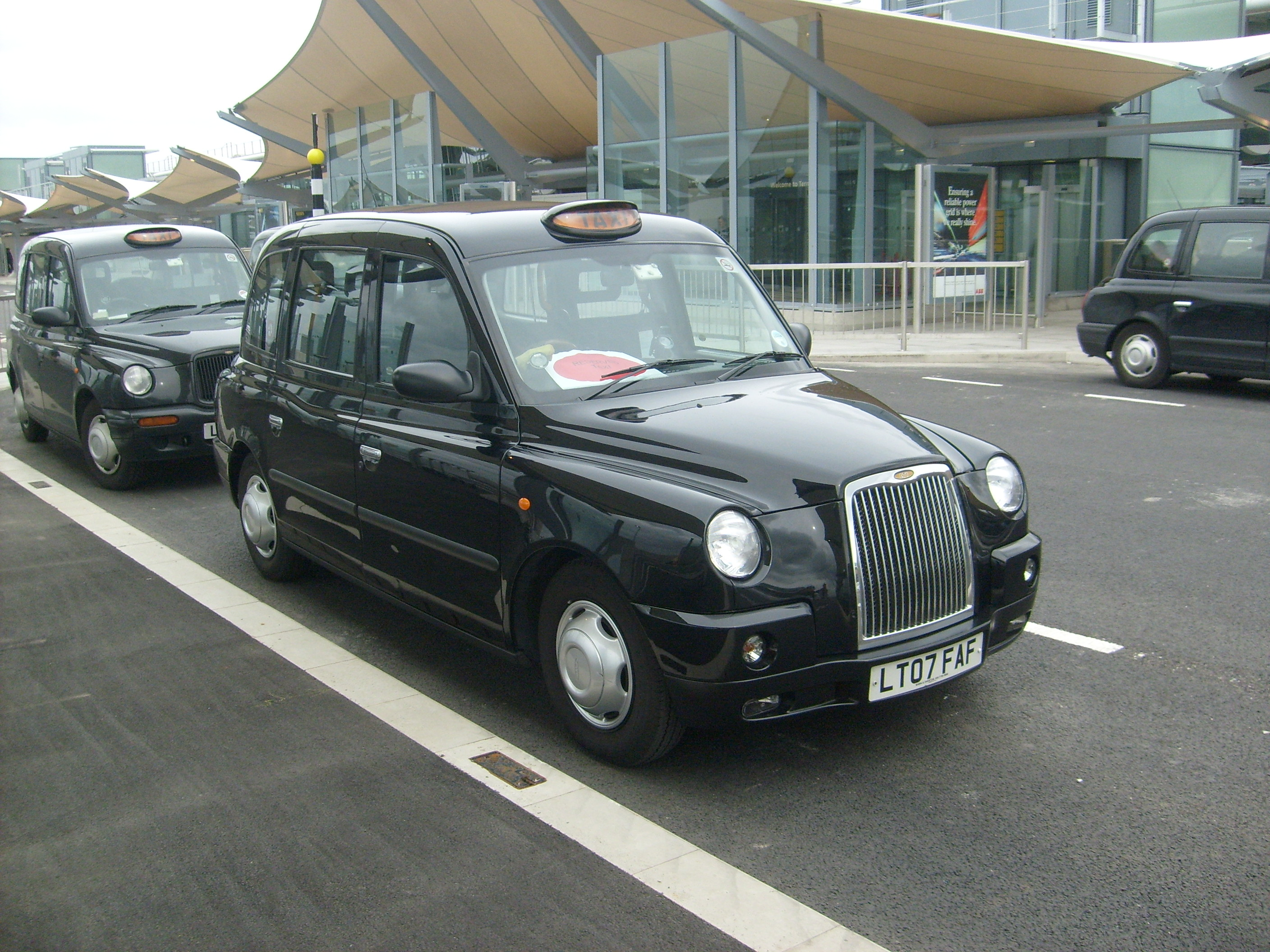
تكاسي لندنية عند مطار هيثرو.

تاكسي لندن هي سيارة أجرة موجودة بالدرجة الأولى في العاصمة البريطانية لندن.
التاكسي معروف بمظهره العتيق والشبه المقوس ولونه الأسود. ويعتبر من المعالم الرئيسية التي تحدد شخصية العاصمة البريطانية. يتطلب للحصول على رخصة قيادة لقيادة التاكسي النجاح في امتحان خاص يعرف بـ (the knowledge)، ولنجاح الامتحان يحتاج السائق إلى حفظ آلاف الطرق والمعالم عن ظهر غيب.
يوجد عدد قليل من هذه التكاسي في الولايات المتحدة، وعددا منه أيضا في قبرص وجنوب أفريقيا وسنغافورة.

## معرض صور

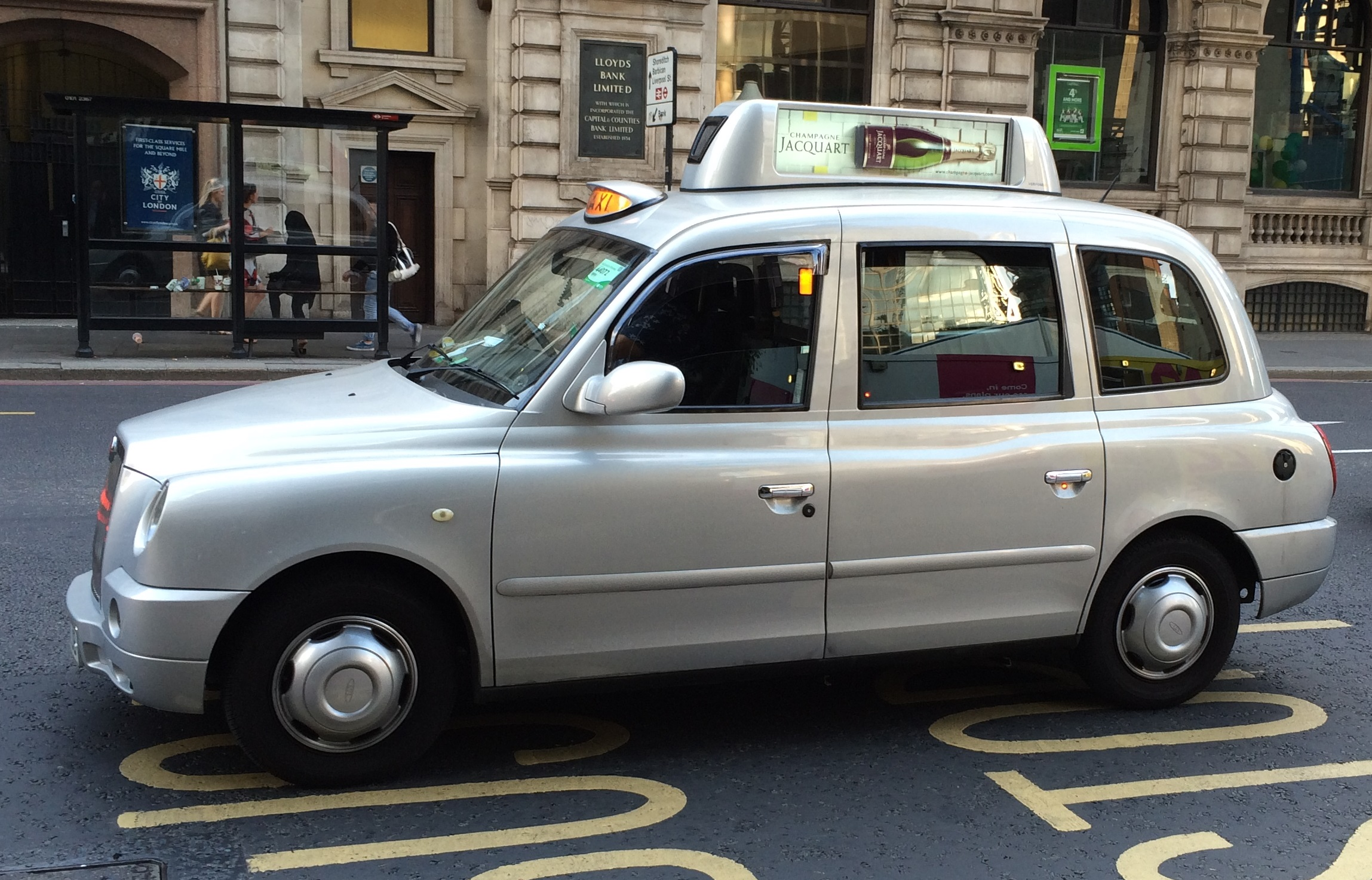
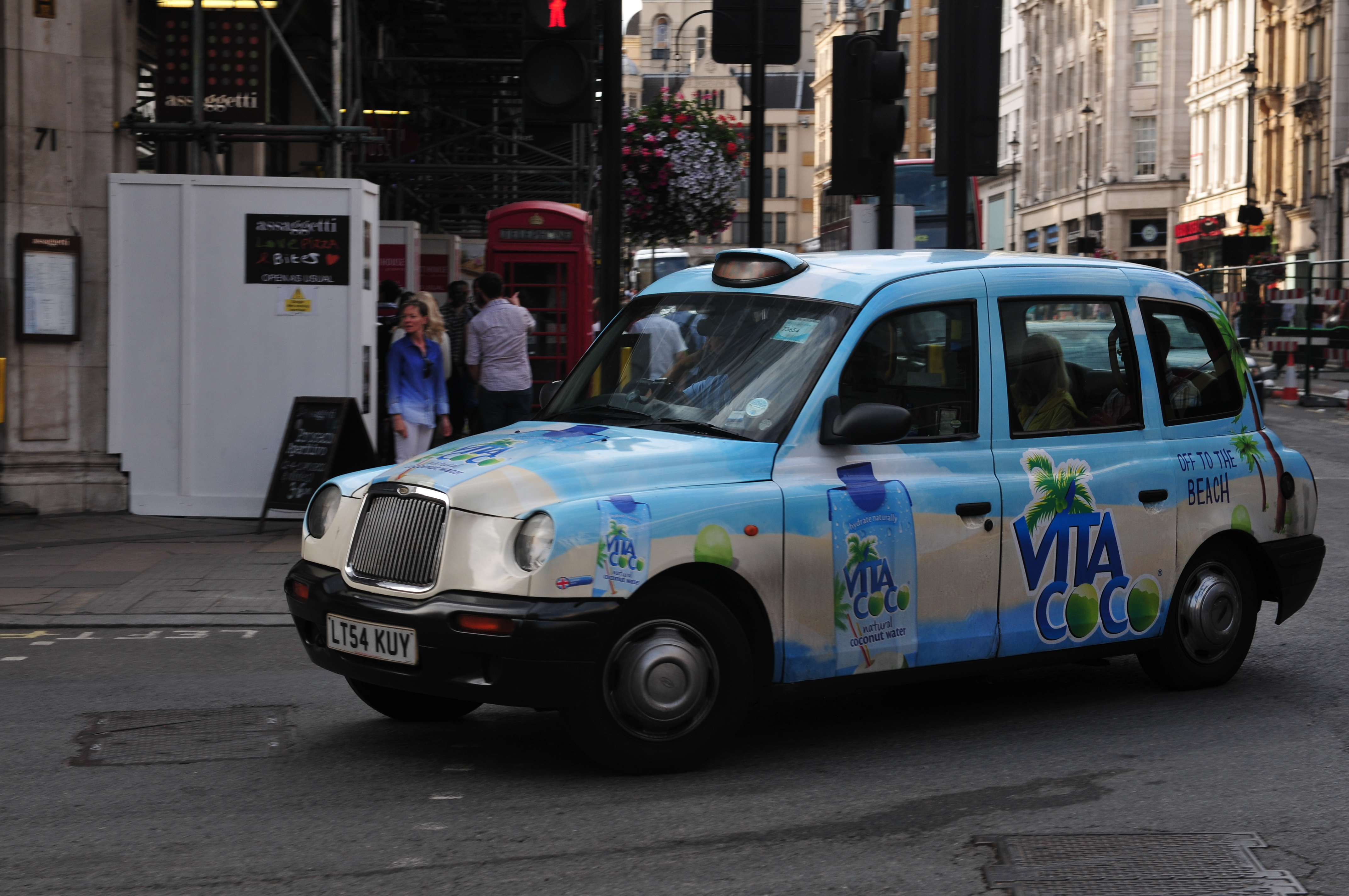
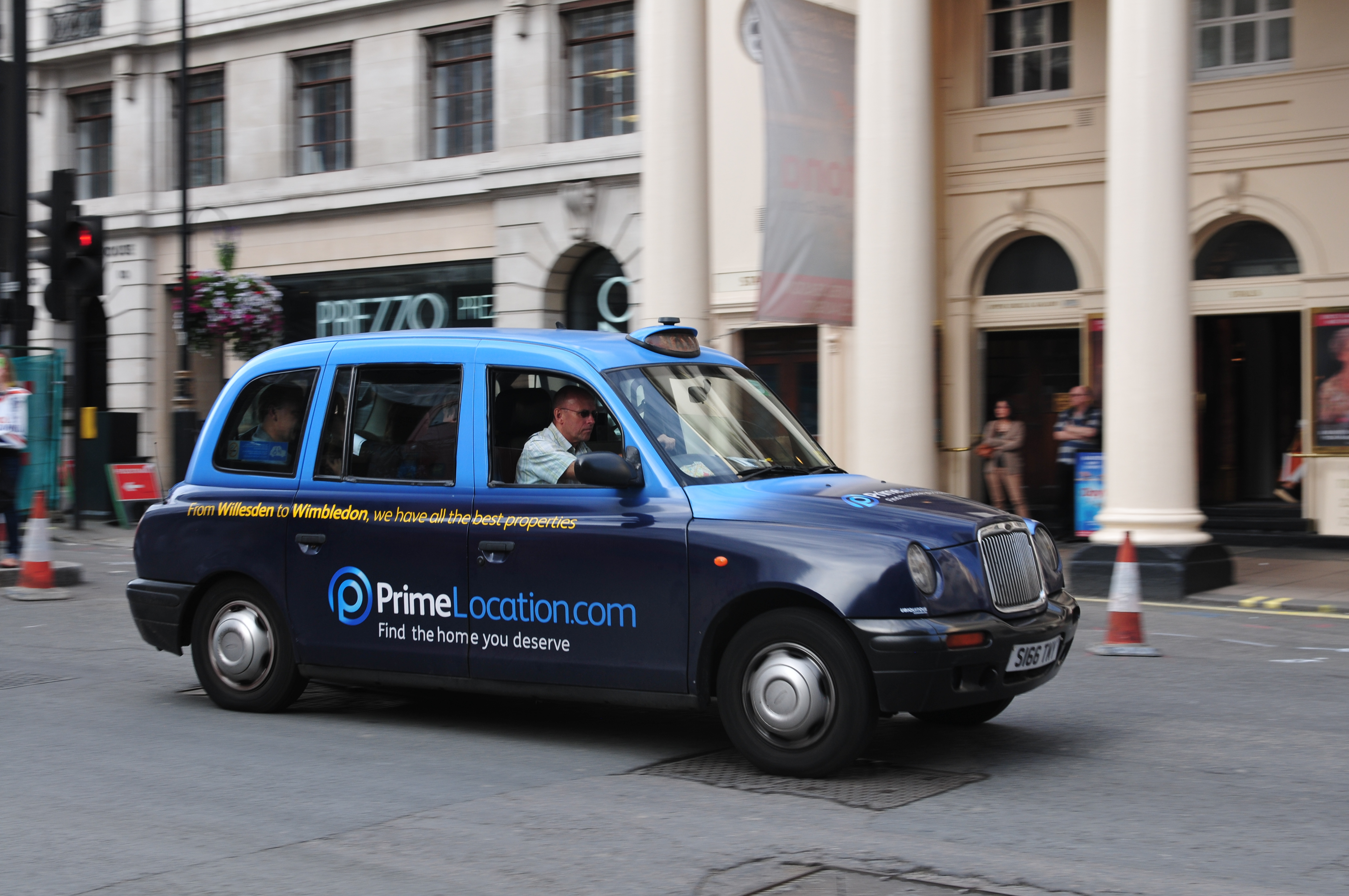
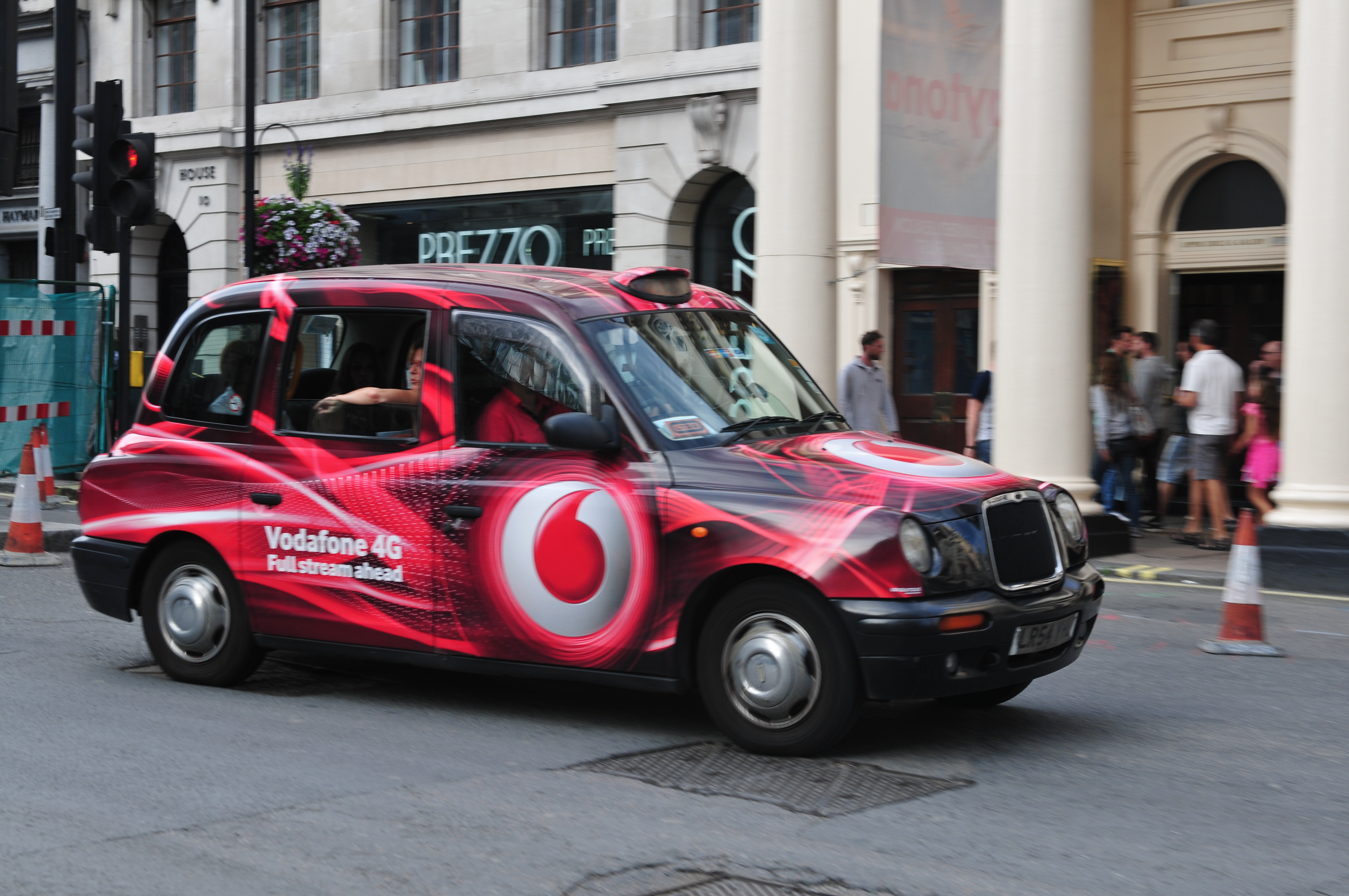